# 6159 Andréseloy
6159 Andréseloy eller 1991 YH är en asteroid i huvudbältet som upptäcktes den 30 december 1991 av de båda japanska astronomerna Seiji Ueda och Hiroshi Kaneda i Kushiro. Den är uppkallad efter den mexikanska astronomen Andrés Eloy Martinez.
Asteroiden har en diameter på ungefär 5 kilometer och den tillhör asteroidgruppen Vesta.